# 키어런 웨스트우드
키어런 웨스트우드(영어: Keiren Westwood, 1984년 10월 23일 ~ )는 골키퍼로 활약하고 있는 아일랜드의 축구 선수이다.

## 수상
칼라일 유나이티드 FC
- 풋볼 리그 2: 2005–06

아일랜드
- 네이션스 컵: 2011